# Calocarides capensis
Calocarides capensis är en kräftdjursart som beskrevs av Brian Frederick Kensley 1996. Calocarides capensis ingår i släktet Calocarides och familjen Axiidae. Inga underarter finns listade i Catalogue of Life.